# Гамконора (язык)
Гамконора — один из западнопапуасских языков, распространён на острове Хальмахера — в о́круге Северный Хальмахера провинции Северное Малуку (Индонезия).
По данным Ethnologue, количество носителей данной группы языков составляло примерно 1500 чел. в 1987 году.
Наиболее близкий язык — вайоли. Уровень грамотности — 1%.